# Henry Parnell (5e baron Congleton)
Pour les articles homonymes, voir Parnell.
Henry Bligh Fortescue Parnell, 5e baron Congleton, dit Harry Parnell, né le 6 septembre 1890 et mort le 10 novembre 1914 à Zillebeke, en Belgique, est un soldat, aristocrate de la pairie du Royaume-Uni et l'un des premiers parlementaires britanniques morts au front durant la Première Guerre mondiale.

## Biographie
Il est l'arrière-petit-fils de l'Irlandais Henry Parnell, membre du Parti whig, ministre-adjoint à la Guerre sous le Premier ministre britannique Charles Grey dans les années 1830, anobli et fait 1er baron Congleton en 1841. Harry Parnell a ainsi un lien de parenté avec le chef nationaliste irlandais Charles Stewart Parnell, dont le 1er baron Congleton est le grand-oncle,.
Harry Parnell est par ailleurs le descendant d'une famille de tradition militaire. Son grand-père Henry William Parnell, 3e baron, est officier dans la Royal Navy et prend part à la bataille de Navarin contre les Ottomans en 1827. Henry Parnell, 4e baron et père de Harry, est major général dans l'Armée britannique et prend part à la guerre de Crimée et à la bataille d'Inyezane durant la guerre anglo-zouloue. Harry est éduqué au collège d'Eton, et y est encore élève lorsque son père meurt le 12 novembre 1906. Le jeune homme de 16 ans devient ainsi le 5e baron Congleton, bien qu'il ne pourra siéger à la Chambre des lords qu'à sa majorité en 1911. Il étudie l'Histoire moderne au New College de l'université d'Oxford à partir de 1909. Durant sa première année à l'université, il subit une réprimande pour avoir créé un feu de joie dans le quadrangle du campus ; certains de ses camarades sont même exclus du New College pour y avoir incendié les meubles d'un enseignant. Il s'assagit par la suite, et complète ses études de licence avec succès en 1912,.

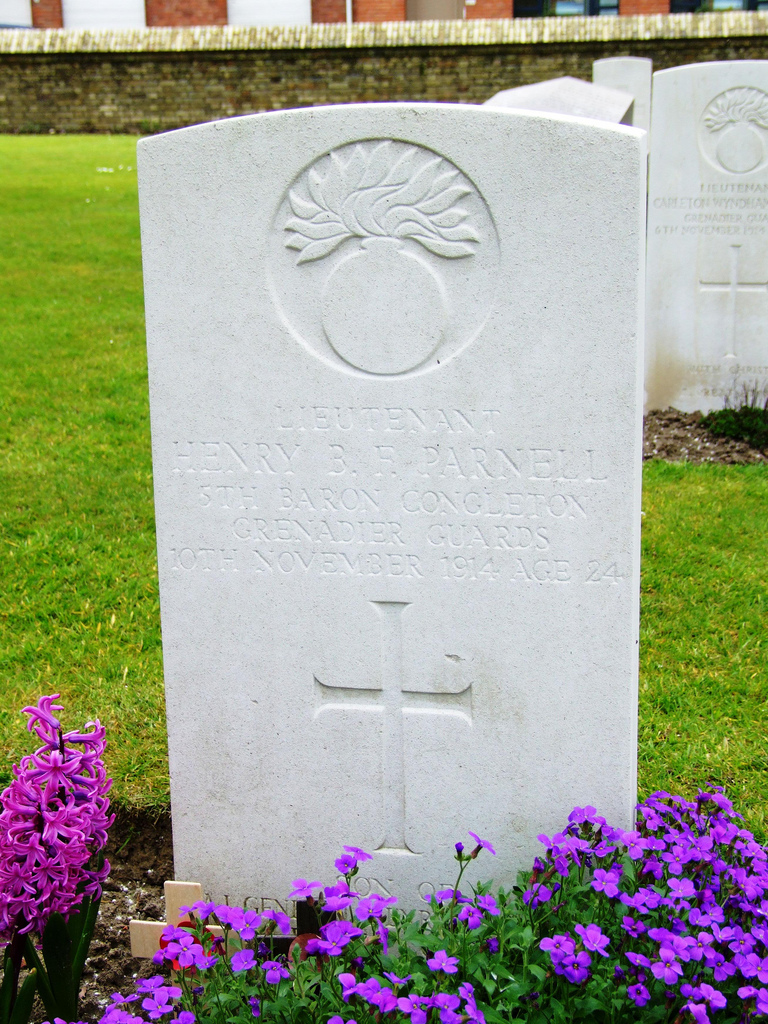
Tombe du 5e baron Congleton dans le cimetière militaire de la Commonwealth War Graves Commission à Zillebeke.

Durant ces trois mêmes années, il suit une formation au Corps de formation des officiers à Oxford, et est intégré aux Grenadier Guards en 1912. En 1913 il rencontre l'explorateur Joseph Foster Stackhouse, et projette de l'accompagner en mission d'exploration de la terre du Roi-Édouard-VII en Antarctique. Le projet peine à trouver le financement nécessaire, et lorsque Joseph Stackhouse part pour les mers du Sud en août 1914, la Première Guerre mondiale a éclaté et Harry Parnell est mobilisé. Lieutenant dans le 2e bataillon des Grenadier Guards, il est tué au combat à Zillebeke durant la première bataille d'Ypres, le 10 novembre 1914. Le député Arthur O'Neill ayant été tué à Zillebeke quatre jours plus tôt, Harry Parnell est le deuxième des quarante-trois parlementaires britanniques morts durant la Guerre et commémorés par un mémorial à Westminster Hall, dans l'enceinte du palais de Westminster où siège le Parlement. Et, mort à l'âge de 24 ans et deux mois, il est le plus jeune d'entre eux. Son frère John lui succède comme 6e baron Congleton.